# Копоть-Журавницька Олена Федорівна
Оле́на Фе́дорівна Ко́поть-Жура́вницька (1525—?), на думку деяких дослідників, — перша українська поетеса, яка творила у барокову добу. Її сатиричний вірш «Хто йдеш мимо, стань годину» є найдавнішим твором писаної літератури народною мовою та новим способом віршоскладання давньої української поезії.

## Життєпис
Біографію поетеси та її родини досліджував український письменник і літературознавець Григорій Нудьга.
Олена Копоть — донька волинського шляхтича або міщанина Федора Копотя, дружина шляхтича, поета Івана Марковича Журавницького (бл. 1525–1589), невістка єпископа-номіната луцького Марка Васильовича Журавницького (пом. 1570). Разом із чоловіком жила і творила у Вільно, Луцьку, маєтках чоловіка в Теслугові, Журавниках.
Її чоловік І. Журавницький рішуче боровся зі свавіллям, здирництвом і грабунками місцевих та королівських князьків-феодалів. Однак, зрештою, сам вдався до насильства і вбив королівського секретаря Балтазара Гнівоша в селі Свинюхи. 1589 року його стратили у Варшаві за наказом короля. Похований у Теслугові, де збереглися надгробок поета і залишки його замка.

## Творчість

Кафедральний собор Івана Богослова у Луцьку

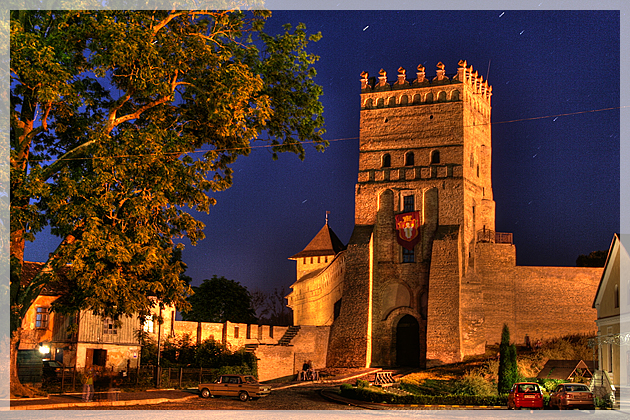
Луцький замок

Суд у Луцькому замку, 1594 р.

Олена Журавницька писала староукраїнською мовою. Вважається авторкою пісні про татарський полон «Волиночка», пісні-вірша «Ой мні жаль», балади «Петрусь» і сатиричного вірша «Хто йдеш мимо, стань годину». Проте останній твір Орест Левицький приписує Олениному чоловікові Янові Жоравницькому (Іванові Журавницькому). Пізніше дослідники припускали спільне авторство Журавницьких.
1575 року на бенкеті під час відзначення храмового свята кафедрального собору Івана Богослова в Луцькому замку Ганна, дочка луцького й острозького єпископа Івана Красненського і дружина Іванового брата Олександра Журавницького, ключника і городничого Луцька, привселюдно образила Олену.
Незабаром у всіх публічних місцях Луцька, де розміщували королівські та урядові повідомлення, з'явилися листівки із сатиричним віршем «Хто йдеш мимо, стань годину».
За «пасквіль» ображена Ганна Журавницька звернулась до суду. Подробиці цієї справи зафіксовані в Луцькій ґродській книзі за червень 1576 року. Установили, що авторство вірша належало Олені, але її чоловік узяв провину на себе. Зрештою, щоб залагодити конфлікт, подружжя погодились попросити вибачення:
| «Милостивий пане ключнику і милостивая пані ключниковая. Що єсмо написали і в брами в Луцьку на розних місцях прибити веліли пашквілюс, або цидулу, образливую добрий слави вашої милости... Сердечно того жалкуємо і покорне просимо, аби то ваша милость християнським обичаєм одпустити тим речила».[6] |
Коментуючи судовий процес, Г. Нудьга стверджував, що судили людей, «котрі, повіривши у велику силу поетичного слова, наважились застосувати його проти вельможних осіб… Вперше на Україні відбувся літературний суд за неугодний пануючим вірш… Ось як важко було завойовувати громадську силу й визнання сатиричним віршем у давні часи… Судили поетів! Судили не за вбивство чи кражу, не за розбій чи борги. Судили за небачене — за слово!» Власне, цей твір, який ледве не коштував Журавницьким життя, «став первістком громадянської поезії на Україні».

### Сатиричний вірш (1575)
Хто йдеш мимо, стань годину,
Прочитай сюю новину.
Чи є в Луцьку білоглова
Як та пані ключникова?
Хоча й вік подойшлий має,
А розпусти не встидає;
Убирається в форботи ,
Леч не дбає про чесноти.
Нащо модли їй офіри?
Аби були каваліри!
Лиш малжонок з'їдеть з двора,
Внет тут молодиків чвора;
З ними учти і беседи,
Не вертайся, мужу, теди!
Ой ти мужу необачний!
Зроби жоні бенкет смачний!
Змаж ю лоєм з дхлого хорта,
Ачей зженеш з шкури чорта;
Смаруй кієм над статечность,
Нех забуде про вшетечность